# International Linear Collider

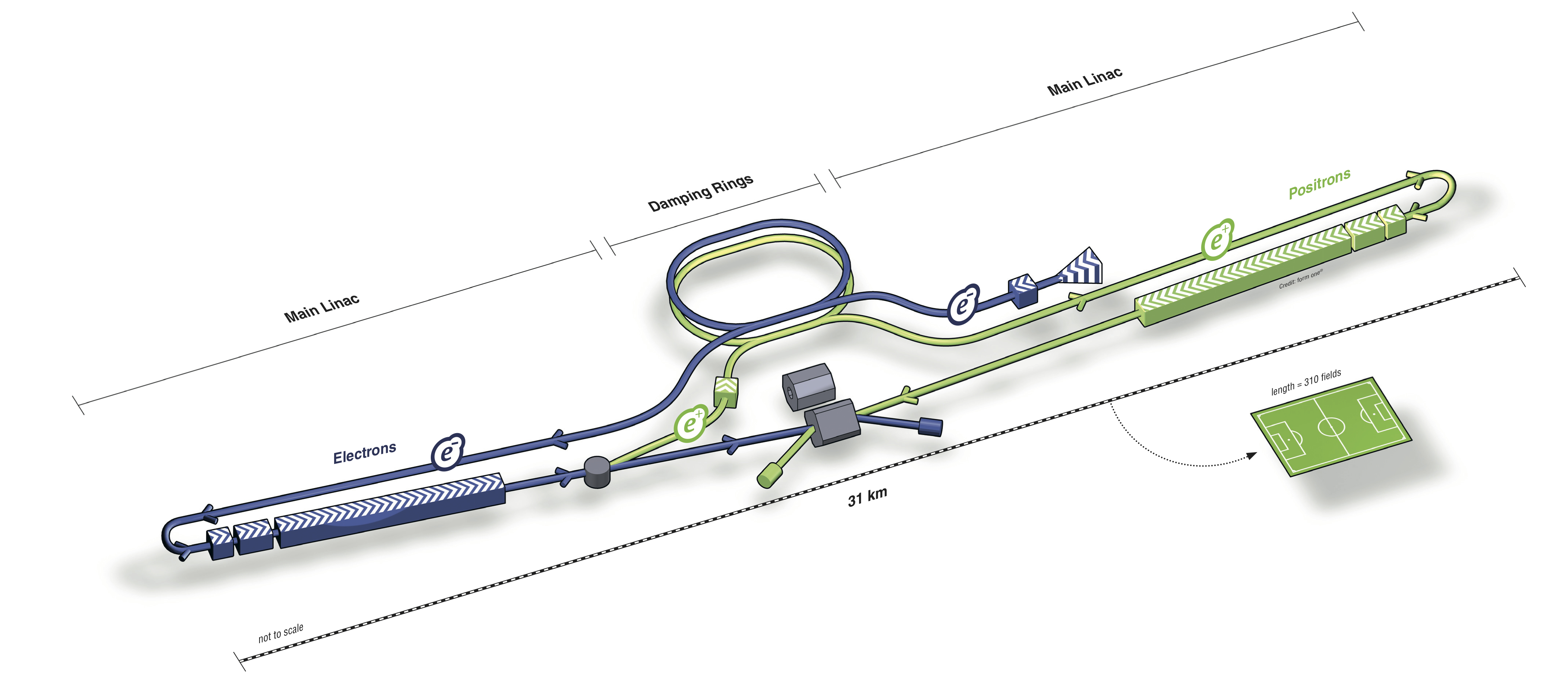
Bouwplan

De International Linear Collider ILC is een lineaire deeltjesversneller in het ontwerpstadium, waarvan het de bedoeling is dat die elektronen en positronen frontaal met elkaar laat botsen. De ILC moet voor experimenteel onderzoek in de deeltjesfysica worden gebruikt. De machine moet de opvolger worden van de bestaande circulaire botsingsmachines, in de eerste plaats de Large Hadron Collider in bedrijf sinds 2010 bij het Europese onderzoekscentrum voor deeltjesfysica CERN in Genève en de sinds 1985 operationele, maar daarna sterk opgewaardeerde Tevatron in het Fermilab bij Chicago. De ILC is bedoeld een gebied van hoge energie te bestrijken, niet haalbaar met huidige elektronenversnellers en moet daarbij metingen met grote nauwkeurigheid mogelijk maken.
De Kitakami-hoogvlakte in de prefectuur Iwate in Japan wordt sinds 2013 als een mogelijke vestigingsplaats genoemd. De overheid van Japan zou ook bereid gevonden zijn de helft van de totale bouwkosten te dragen.

## Werking
De machine zal bestaan uit twee tegenover elkaar opgestelde lineaire elektronenversnellers, tezamen met een lengte van 31 km. Vanuit beide versnellers zullen elektronen en positronen, de antideeltjes van elektronen met vrijwel de lichtsnelheid en een energie van 500 GeV op elkaar botsen, waarbij annihilatie kan optreden. Dit levert per botsing een totale energie op van 1 TeV, die door massa in energie om te zetten volledig beschikbaar is voor het creëren van bijzondere, wellicht nog onbekende, elementaire deeltjes. In vergelijking met de LHC, waar protonen en andere atoomkernen op elkaar botsen, zal de ILC het voordeel hebben dat de botsende deeltjes puntvormig zijn, dat wil zeggen niet samengesteld uit andere deeltes. Hierdoor kunnen de deeltjes die met de ILC zullen worden geproduceerd veel preciezer worden gedetecteerd en geanalyseerd.
De ILC bouwt voort op ervaringen in onderzoeksinstituten wereldwijd, waaronder het SLAC National Accelerator Laboratory met de voormalige Stanford Linear Collider in de Verenigde Staten en de circulaire botsingsmachine van het Positron-Electron Project en de LEP van het CERN in Europa. Behalve de energie die de ILC kan opwekken is ook de nauwkeurigheid van de meetapparatuur, van de detector ILD belangrijk, die rondom het botsingspunt tussen de versnellers, de wegvliegende deeltjes kan waarnemen en registreren. Het ontwerp van de ILC wordt uitgevoerd door honderden wetenschappers en technici in een groot aantal wetenschappelijke instituten wereldwijd, en gecoördineerd door de ILC-Global Design Effort stuurgroep.
Een lineaire elektronenversneller heeft enerzijds in vergelijking met een circulaire machine het voordeel dat de te bereiken energie niet door synchrotronstraling wordt beperkt, maar anderzijds het nadeel dat de te versnellen deeltjes niet langdurig langs een enkel versnellingsveld ronden kunnen draaien, waardoor de versneller enorme afmetingen krijgt.

## Websites
- ILC international development team
- CERN. How a detector works.